# Hospital Arcanjo São Miguel

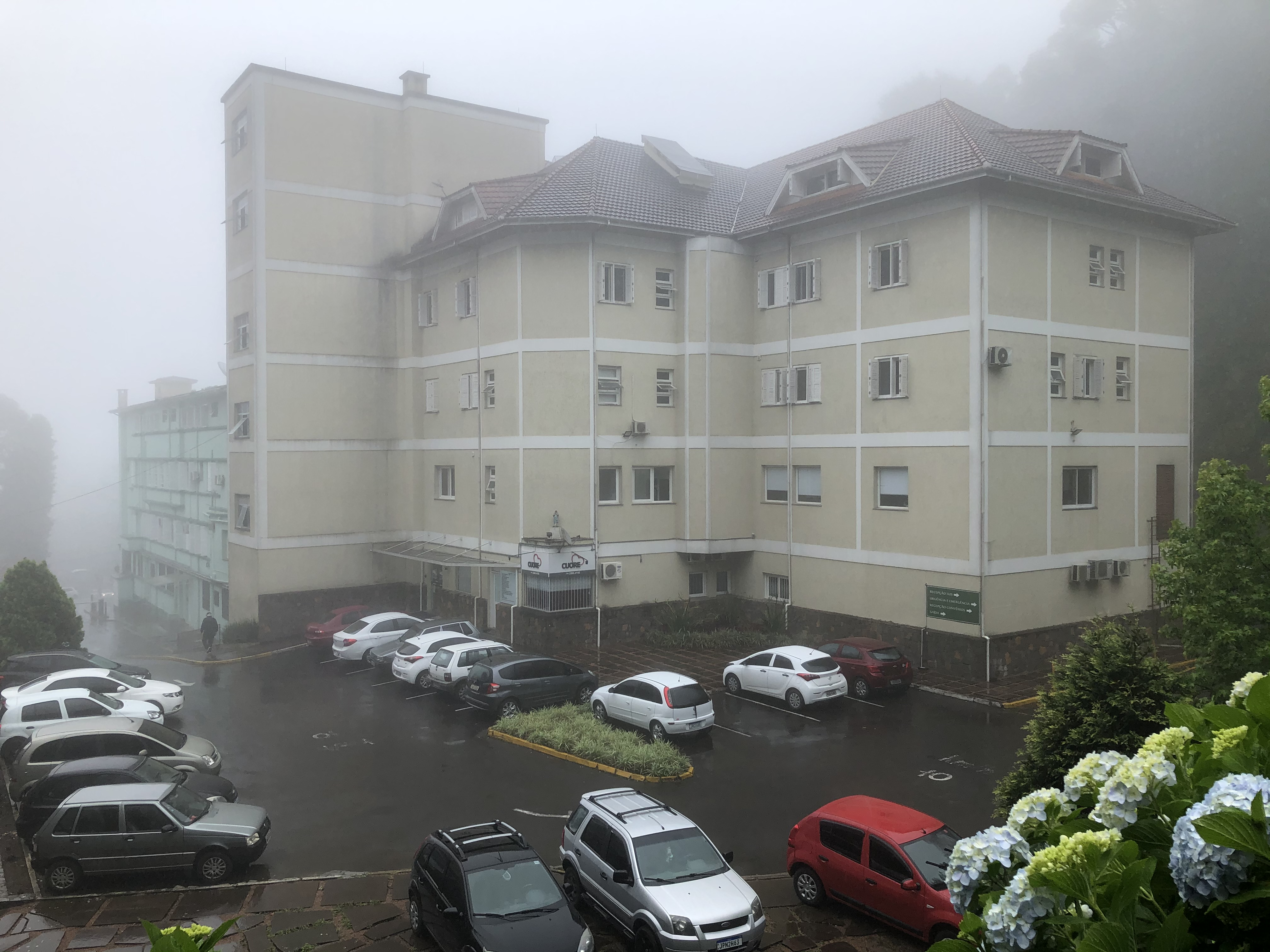
Hospital em 2020.

O Hospital Arcanjo São Miguel é um hospital geral de médio porte e filantrópico localizado na cidade brasileira de Gramado, no Rio Grande do Sul. 
Hoje o Hospital conta com aproximadamente 100 leitos, dentre eles 10 leitos de UTI, contando com Unidades de Cardiologia Intervencionista (Hemodinâmica), Oncologia, Maternidade, Bloco Cirúrgico, Endoscopia, entre outras Especialidades, contando com referência em Cirurgia Bariátrica, Neurocirurgia entre outros diferenciais.